# Abronia oaxacae
Abronia oaxacae (оахакська абронія) — вид веретільницеподібних ящірок родини веретільницевих (Anguidae). Ендемік Мексики.

## Поширення і екологія
Оахакські абронії мешкають у високогір'ях в центральній частині штату Оахака. Вони живуть в гірських сосново-дубових лісах, на висоті від 2100 до 2743 м над рівнем моря. Ведуть деревний спосіб життя.

## Збереження
МСОП класифікує цей вид як вразливий. Abronia oaxacae загрожує знищення природного середовища.